# دستگیری اکرم امام‌اوغلو
در ۱۹ مارس ۲۰۲۵، اکرم امام‌اوغلو شهردار استانبول توسط پلیس ترکیه به اتهام فساد، اخاذی، رشوه‌خواری، پول‌شویی و حمایت از تروریسم به ویژه از گروه حزب کارگران کردستان به همراه بیش از ۱۰۰ نفر دیگر توسط پلیس آتاترک ترکیه دستگیر شد.

## پیشینه
در تاریخ ۱۸ مارس ۲۰۲۵، دانشگاه استانبول مدرک امام‌اوغلو را به دلیل بی‌نظمی‌ها لغو کرد، که این امر مانع از نامزدی او برای ریاست جمهوری می‌شود. این تصمیم تنها چند روز قبل از آنکه اپوزیسیون قصد داشت او را به عنوان نامزد معرفی کند، اتخاذ شد.

## بازداشت
در صبح روز ۱۹ مارس ۲۰۲۵، پلیس ترکیه اقامتگاه امام‌اوغلو در استانبول را محاصره کرد. در ویدیویی که حدود ساعت ۷ صبح به وقت محلی در توییتر منتشر شد، امام‌اوغلو در حالی که برای روز آماده می‌شد، به مردم گفت: «ما با ظلم بزرگی روبرو هستیم، اما تسلیم نخواهم شد. خود را به ملت‌ام می‌سپارم.» اندکی بعد، او به همراه بیش از ۱۰۰ نفر دیگر، از جمله دستیارش مراد آونگون، دو شهردار منطقه‌ای استانبول از حزب جمهوریخواه خلق (CHP) و چندین روزنامه‌نگار و شخصیت تجاری بازداشت شد.
دفتر دادستان کل استانبول امام‌اوغلو را به عنوان «رهبر یک سازمان جنایی» متهم کرد و ادعاهایی از جمله فساد، اخاذی، رشوه‌خواری و پول‌شویی مرتبط با قراردادهای شهرداری را مطرح کرد. دادستان‌ها همچنین او را به کمک به حزب کارگران کردستان (PKK) متهم کردند، به دلیل تشکیل ائتلاف انتخاباتی با حزب برابری و دمکراسی خلق‌ها (DEM) در انتخابات شهرداری‌های ۲۰۲۴. دولت ادعا کرد که این «اجماع شهری» نفوذ پی ک ک را در مناطق شهری افزایش داده است. امام‌اوغلو و حامیانش این اتهامات را ساختگی دانسته و تأکید کردند که این اتهامات برای حذف او به عنوان یک تهدید سیاسی برای رجب طیب اردوغان طراحی شده‌اند.
دفتر دادستان کل استانبول همچنین اعلام کرد که شرکت ساختمانی امام‌اوغلو تحقیقات توقیف شده و مدیر کل آن بازداشت شده است.
دولت ترکیه همچنین ممنوعیت چهار روزه‌ای برای تجمعات عمومی در استانبول اعمال کرد، جاده‌های اصلی را بست و طبق گزارش نت‌بلاکس دسترسی به پلتفرم‌های رسانه‌های اجتماعی مانند توییتر، یوتیوب و اینستاگرام را محدود کرد، امام‌اوغلو به اداره امنیت وطن در استانبول منتقل شد، جایی که او در بازداشت باقی ماند تا مراحل قانونی بیشتر انجام شود.

## واکنش‌ها
بازداشت اکرم امام‌اوغلو واکنش‌های گسترده‌ای در ترکیه به همراه داشت. حزب جمهوریخواه خلق (CHP) این وضعیت را به عنوان «کودتا سیاسی» توصیف کرد و اعلام کرد که این اقدام مداخله‌ای علیه اراده مردم است. رئیس حزب CHP، اوزگور اوزل، حمایت کامل خود را از امام‌اوغلو اعلام کرد، در حالی که رهبر حزب خوب، موساوات درویش‌اوغلو، استدلال کرد که بازداشت او از نظر قانونی توجیه‌پذیر نیست و صرفاً یک عملیات کاملاً سیاسی است. حزب برابری و دمکراسی خلق‌ها این اقدام را تلاشی برای سرکوب اپوزیسیون دانست. رهبر حزب پیروزی، امید اوزداگ، بر حاکمیت قانون تأکید کرد و اظهار داشت که این فرایند باید شفاف باشد. حزب دموکرات و حزب سعادت نیز بیانیه‌هایی در حمایت از امام‌اوغلو صادر کردند. در حالی که کارکنان شهرداری کلان‌شهر استانبول اعتراضات در محل کار خود را سازماندهی کردند، شهروندان در چندین شهر، به ویژه در استانبول و آنکارا، به خیابان‌ها آمدند تا به تصمیم بازداشت اعتراض کنند. علاوه بر این، اعتراضاتی در چندین دانشگاه، از جمله دانشگاه استانبول، برگزار شد.